# Marco Verratti
Marco Verratti, född 5 november 1992 i Pescara, är en italiensk fotbollsspelare som spelar som central mittfältare för Al Arabi i Qatar Stars League och för det italienska landslaget. Verratti kom till Paris-Saint Germain från italienska Pescara sommaren 2012 och har under sina elva år i klubben vunnit historiska nio Ligue 1-titlar och över trettio cuptitlar och har under 2010-talet etablerat sig som en av de bästa mittfältarna i världen. Han har sammanlagt gjort 416 framträdanden för Paris-Saint Germain, näst flest i klubbens historia.
Verratti var en del av Italiens trupp som vann Fotbolls-EM 2020 i juli 2021.

## Klubbkarriär

### Pescara
Verratti inledde sin karriär i Pescara där han snabbt skulle etablera sig som en nyckelspelare och sågs som en av de bästa unga mittfältare i Europa. 2012 blev han utsedd till årets fotbollsspelare i Serie B och vann även Bravo Award, ett pris som gavs ut av det italienska magasinet Guerin Sportivo.

### Paris-Saint Germain
Den 18 juli 2012 presenterades Verratti av Paris-Saint Germain där han skrev på ett femårskontrakt. Han tävlingsdebuterade borta mot Lille i Ligue 1 den 2 september 2012. Verratti skulle tidigt etablera sig i den franska storklubben och blev efter säsongen 2013/2014 utsedd som årets unga spelare i Ligue 1. I februari 2016 förlängdes Verrattis kontrakt med Paris Saint-Germain fram till 2020. Verratti utvecklades med åren till en nyckelspelare för klubben och skulle bli uttagen i UNFP Ligue 1 Team of the Year vid sju tillfälllen. I december 2022 förlängdes Verrattis kontrakt med Paris-Saint Germain fram till 2026. Inför säsongen 2023/2024 meddelade den nytillträdda tränaren Luis Enrique att Verratti inte längre ingick i hans planer och meddelade att Verratti kommer att lämna klubben under sommaren.

### Al Arabi
Den 13 september 2023 blev det officiellt att Paris-Saint Germain sålt Verratti till den qatariska klubben Al Arabi för runt 45 miljoner euro, motsvarande ungefär 536 miljoner kronor. Kontraktet är skrivet över säsongen 2025/2026. Hans debutmatch för Al Arabi var en 1–0 förlust mot Al Rayyan den 23 september 2023 på Ahmad bin Ali Stadium.

## Landslagskarriär
Verratti gjorde sin debut i Italiens U21-landslag den 28 februari 2012 i en vänskapsmatch mot Frankrike.
Den 13 maj 2012 blev Verratti inkluderad i Cesare Prandellis preliminära 32-mannatrupp till fotbolls-EM 2012, där det var endast två Serie B-spelare med (den andra Torinos Angelo Ogbonna).
Han blev dock borttagen ur truppen den 28 maj 2012. . Han spelade samtliga matcher i VM 2014 där Italien åkte ut i gruppspelet. Han blev uttagen i truppen till Fotbolls-EM 2020 av förbundskaptenen Roberto Mancini. Den 11 juli 2021 blev han europamästare med Italien efter att ha besegrat England efter straffavgörande.

## Spelstil
Verratti beskrivs som en snabb, kreativ och tekniskt begåvad spelfördelare med anmärkningsvärda dribblingar och bra bollkontroll. Hans utmärkta blick för spelet gör det möjligt för honom att skapa målchanser för sina lagkamrater med exakta långpassningar samt kontrollera tempot i lagets spel på mittfältet genom hans utmärkta passningsförmåga. Verratti är även känd för att spela fysiskt och tufft vilket ofta leder till varningar.